# Peter Trotzig
Peter Trotzig, född 30 november 1886 i Hedemora, död 10 maj 1952 i Stockholm, var en svensk bergsvetenskapsman.
Peter Trotzig var son till Karl Trotzig i hans första gifte. Efter mogenhetsexamen i Falun 1904 var han elev vid Tekniska högskolan 1904–1907 och fortsatte därpå sina studier 1908–1910 och 1922–1925 vid bergskakademien i Freiberg, Sachsen, där han blev diplomingenjör 1925 och doktoringenjör 1927 samt 1944–1947 var docent i ekonomisk geologi. Han verkade 1910–1921 som konsulterande bergsingenjör och geolog i sydvästra och södra Afrika, och därefter var han 1926–1930 konsulterande metallurg och anrikningsingenjör i Magdeburg samt 1930–1933 gruvingenjör och metallurg i Paranã i Brasilien. På uppdrag av Jernkontoret kontrollerade Trotzig 1933 förhållandena vid AB Basshuffs kromgruvor i Mindre Asien. 1933–1937 var han konsulterande bergsingenjör hos Johnsonkoncernen med uppdrag att i gränstrakterna mellan Brittiska Guayana och Venezuela undersöka guld- och bauxitfyndigheter. För AB Elektrisk malmletning och AB Levantclearing i Stockholm undersökte Trotzig 1938 malmfyndigheter i Grekland och södra Jugoslavien. Samma år antog han till högste ledare av driften vid de statliga sachsiska gruvorna i Erzgebirge och var 1939–1941 överdirektör där. Perioden 1942–1944 verkade han som administrerade direktör för det privata norska bolaget A. S. Mineral i Mo i Rana. Vid sidan av docenturen i Freiberg ledde han 1945–1947 den ryska ockupationsmaktens malmgeologiska och anrikningstekniska forskningsverksamhet vid bergsakademien. Trotzig återvände i maj 1947 till Sverige, där han i Stockholm var verksam som konsulterande bergingenjör. Bland hans tryckta skrifter märks Über Aufbereitungsmöglichkeiten südafrikanischer Platinerze und eine für den Betrieb anwendbare Methode (doktorsavhandling 1927).